# Ligne Nankai Wakayamakō
La ligne Nankai Wakayamakō (南海和歌山港線, Nankai Wakayamakō-sen) est une ligne ferroviaire du réseau Nankai à Wakayama, dans la préfecture du même nom au Japon. Elle relie la gare de Wakayamashi à celle de Wakayamakō. Elle permet de desservir le port de Wakayama.

## Histoire
La ligne est ouverte le 6 mai 1956.

## Caractéristiques

### Ligne
- Longueur : 2,8 km
- Ecartement : 1 067 mm
- Alimentation : 1 500 V par caténaire
- Nombre de voies : Voie unique

### Interconnexion
A Wakayamashi, une partie trains continuent sur la ligne principale Nankai.

### Liste des gares
| Numéro | Gare        | Nom japonais | Distance (km) | Correspondances                                        | Localisation |
| ------ | ----------- | ------------ | ------------- | ------------------------------------------------------ | ------------ |
| NK45   | Wakayamashi | 和歌山市     | 0             | Nankai : Nankai (interconnexion), Kada JR West : Kisei | Wakayama     |
| NK45-1 | Wakayamakō  | 和歌山港     | 2,8           |                                                        | Wakayama     |